# 赌王大骗局
《赌王大骗局》（英語：King Gambler）是1976年上映的一部电影，由程刚执导、宗华等人出演，该电影主要讲述的是一个人为了给师父报仇，决定用出千等方式击败陷害自己师父的赌徒，该作曾获得了很高的票房。该作还间接地导致当时的赌博犯罪案件大幅度上升。同时，《千王之王》等电影的创作也曾参考过该作。

## 劇情簡介
一个人为了救被陷害的师父，于是决定用赌术来击败陷害自己师父的人，虽说最后其击败了那个人，可最终他和这个人因为赌博而被警察抓住。

## 演员
- 陈观泰
- 宗华
- 汪禹
- 陳萍
- 史仲田
- 歐陽莎菲
- 王俠
- 谷峰
- 樊梅生
- 夏萍
- 王鍾
- 阿美娜
- 詹森
- 江洋
- 顧文宗
- 劉慧茹
- 凌雲
- 沈勞
- 楊志卿
- 井淼
- 王清河
- 劉陸華
- 佟林
- 西瓜刨
- 馮敬文
- 司馬華龍
- 金天柱
- 錢似鶯

## 備註
1. ↑  伍宏. . 团结出版社. 2005.
2. ↑  陈飞宝. . 中国电影出版社. 1988.
3. ↑  . 厦门大学台湾研究所. 1984.
4. ↑  林耀欣， 林耀钦. . 鹭江出版社. 1988.

## 相關連結
- 互联网电影数据库（IMDb）上《赌王大骗局》的资料（英文）
- 豆瓣电影上《赌王大骗局》的資料 （简体中文）
- 香港影庫上《赌王大骗局》的資料（繁體中文）
- 爛番茄上《赌王大骗局》的資料（英文）